# بنای میر میکاییل
بنای میر میکاییل ساری مربوط به سدهٔ ۷ و ۸ ه.ق است و در شهرستان ساری، بخش چهاردانگه، دهستان چهاردانگه، روستای تیله بن واقع شده و این اثر در تاریخ ۲۶ اسفند ۱۳۸۶ با شمارهٔ ثبت ۲۱۹۳۷ به‌عنوان یکی از آثار ملی ایران به ثبت رسیده است.